# Parafia Siedmiu Boleści Najświętszej Maryi Panny w Nieczajnej Górnej
Parafia Siedmiu Boleści Najświętszej Maryi Panny w Nieczajnej Górnej – parafia rzymskokatolicka, znajdująca się w diecezji tarnowskiej, w dekanacie Dąbrowa Tarnowska.
W skład terytorium parafii wchodzą miejscowości Nieczajna Górna i Nieczajna Dolna.

## Historia parafii
Obecny kościół parafialny został wybudowany w latach 1981–1987 według projektu Romana Łomnickiego. Kamień węgielny został poświęcony i wmurowany 19 września 1982 r. przez biskupa tarnowskiego Jerzego Ablewicza. Poświęcenia i konsekracji kościoła dokonał 18 września 1987 r. bp Piotr Bednarczyk.
Od 2003 roku proboszczem parafii jest ks. Stanisław Bieleń.